# It's Better If You Don't Understand
It's Better If You Don't Understand —en español: Es mejor si no lo entiendes— es un extended play (EP) del cantante-compositor y productor musical Bruno Mars, quien también forma parte del equipo de producción The Smeezingtons. Fue lanzado el 11 de mayo de 2010. El álbum disponible sólo como descarga digital, fue grabado en Hawái y Los Ángeles, California. El título del EP viene del último verso de "The Other Side".

## Lista de canciones
Todas las canciones fueron escritas y producidas por Bruno Mars y The Smeezingtons.

| N.º | Título                                      | Productor(es)                      | Duración |  |
| 1.  | «Somewhere in Brooklyn»                     | The Smeezingtons & Keshown Cassell | 3:01     |  |
| 2.  | «The Other Side» (con Cee Lo Green & B.o.B) | The Smeezingtons                   | 3:48     |  |
| 3.  | «Count on Me»                               | The Smeezingtons                   | 3:15     |  |
| 4.  | «Talking to the Moon»                       | The Smeezingtons                   | 3:27     |  |

## Sencillos
"The Other Side", con Cee Lo Green y B.o.B, fue lanzado como sencillo en 2010, y su video musical, dirigido por Nick Bilardello y Duddy Cameron, se estrenó en julio de 2010.

## Recepción

### Recepción de la crítica
Bill Lamb de About.com felicitó el EP, "teniendo en cuenta que los temas abarcan una amplia gama de placer muy pop" y "... debe estar en la radio." David Jeffres de Allmusic también dio una revisión positiva, llamando el EP como un "esfuerzo sorprendentemente escaso que se inclina hacia el pop, mientras se concentra en la composición del hombre."

## Resultados en listas
It's Better if You Don't Understand alcanzó el puesto #99 en el Billboard 200 para la semana del 29 de mayo de 2010 y en el #97 en el UK Singles Chart el 28 de agosto de 2010.

## Fecha de lanzamiento
| País           | Fecha                | Discográfica      | Formato          |
| -------------- | -------------------- | ----------------- | ---------------- |
| Estados Unidos | 11 de mayo de 2010   | Atlantic, Elektra | Descarga digital |
| Francia        | 11 de agosto de 2010 | Warner            | Descarga digital |
| Reino Unido    | 11 de agosto de 2010 | Warner            | Descarga digital |